# Rafajovce
Rafajovce – wieś (obec) na Słowacji położona w kraju preszowskim, w powiecie Vranov nad Topľou. Pierwsze wzmianki o miejscowości pochodzą z roku 1596.
Według danych z dnia 31 grudnia 2012, wieś zamieszkiwało 190 osób, w tym 102 kobiety i 88 mężczyzn.
W 2001 roku pod względem narodowości i przynależności etnicznej 99,45% mieszkańców stanowili Słowacy, a 0,55% Czesi.
Ze względu na wyznawaną religię struktura mieszkańców kształtowała się w 2001 roku następująco:
- Katolicy rzymscy – 7,14%
- Grekokatolicy – 87,36%
- Prawosławni – 5,49%